# 히트 버스트
기상학에서 히트 버스트(heat burst)는 지구 표면 근처의 공기 온도가 갑자기 국지적으로 증가하는 희귀한 대기 현상이다. 히트 버스트는 일반적으로 야간에 발생하며 쇠퇴하는 뇌우와 관련이 있다. 또한 극도로 건조한 공기가 특징이며 때로는 매우 강하고 심지어 파괴적인 바람을 동반하기도 한다.
이 현상은 완전히 이해되지 않았지만, 대기 상층의 차갑고 건조한 공기 덩어리에 비가 꼬리구름(virga)으로 증발하여 주변 공기보다 밀도가 높아질 때 발생하는 것으로 생각된다. 이 덩어리는 압축으로 인해 빠르게 하강하여 가열되고 평형 고도를 지나 표면에 도달하는데, 이는 하향격풍과 유사하다.
"악마의 폭풍"이라고 비공식적으로 알려진 히트 버스트 중 기록된 온도는 40 °C (104 °F)을 훨씬 넘었으며, 때로는 단 몇 분 만에 10 °C (18 °F) 이상 상승하기도 했다.

## 특징
일반적으로 히트 버스트는 늦은 봄과 여름에 발생한다. 이 시기에는 낮 동안의 가열로 인해 에어매스 뇌우가 생성되는 경향이 있으며 저녁 시간 동안 주요 에너지를 잃는다. 잠재적인 온도 증가로 인해 히트 버스트는 일반적으로 밤에 발생하지만 낮 동안에도 기록된 바 있다. 히트 버스트의 지속 시간은 몇 분부터 몇 시간까지 매우 다양할 수 있다. 이 현상은 일반적으로 강한 돌풍, 극심한 온도 변화, 그리고 습도의 극심한 감소를 동반한다. 약화되는 뇌우 클러스터의 끝 부분 근처에서 발생할 수 있다. 폭풍 중에는 건조한 공기와 저층 온도 역전 또한 존재할 수 있다.

## 원인
히트 버스트는 하향격풍과 유사한 메커니즘에 의해 발생하는 것으로 생각된다. 뇌우가 소멸하기 시작하면 구름 층이 상승하기 시작한다. 구름이 상승한 후에는 비로 식은 층이 남는다. 클러스터는 포화되지 않은 공기를 지상으로 아래로 쏜다. 그렇게 함으로써 시스템은 모든 상승 기류 관련 연료를 잃는다. 빗방울은 건조한 공기로 증발하기 시작하며, 이는 히트 버스트의 효과를 강화한다(증발은 공기를 냉각하여 밀도를 증가시킨다). 포화되지 않은 공기가 대기 하층으로 하강함에 따라 기압이 증가한다. 하강하는 공기 덩어리는 하강 1000미터당 약 10°C(1000피트당 18°F)의 건조 단열 기온 감률로 가열된다. 클러스터에서 나온 따뜻한 공기가 지상의 차가운 공기를 대체한다. 이 효과는 물웅덩이에 누군가 아래로 숨을 불어넣는 것과 유사하다.
1990년 3월 4일, 미국 국립기상청 굿랜드에서 약화되어 가벼운 비와 눈 소나기를 포함하는 시스템을 감지했다. 이어서 돌풍과 온도 상승이 뒤따랐다. 이 감지는 히트 버스트가 여름철과 겨울철 모두 발생할 수 있으며, 약화되는 뇌우가 히트 버스트 발달에 반드시 필요한 것은 아니라는 것을 입증했다.

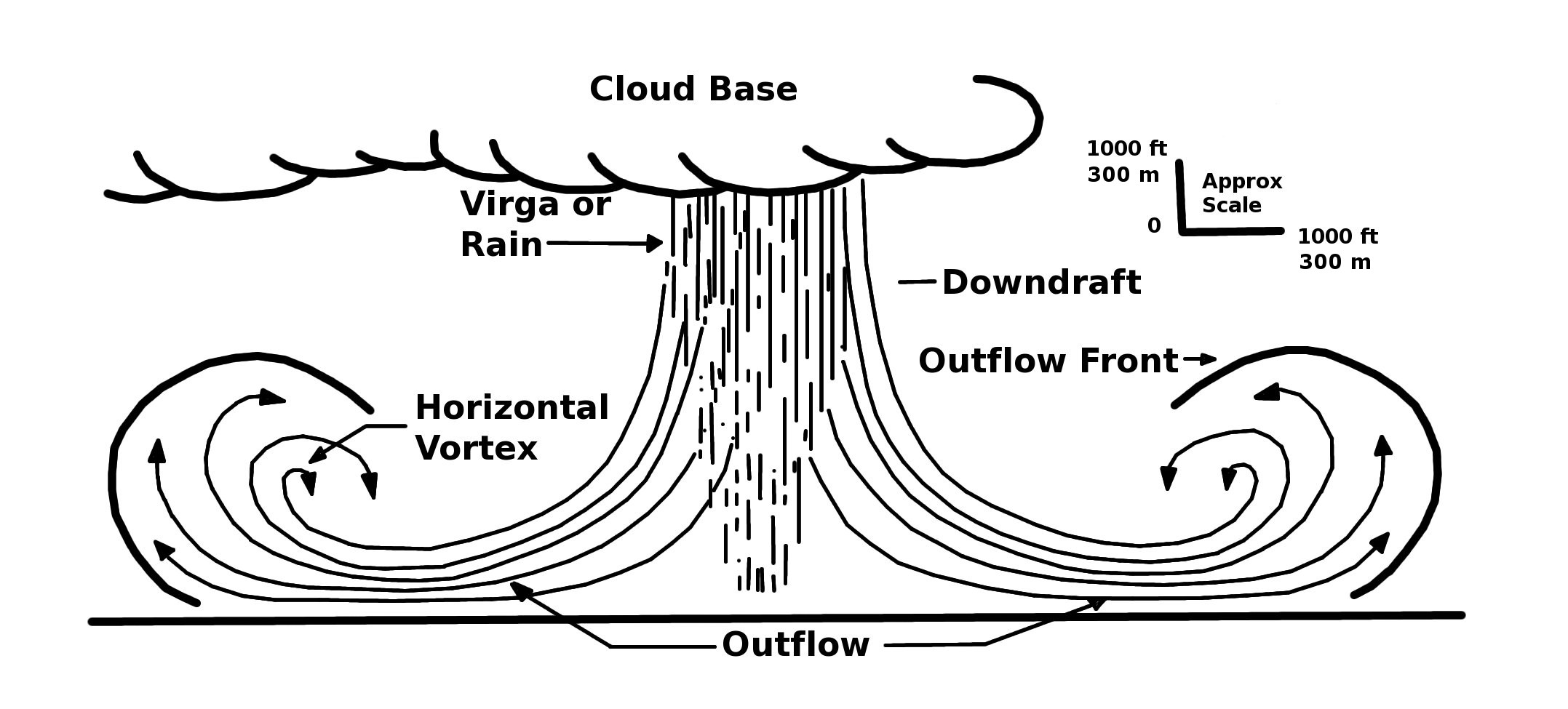

## 예보
히트 버스트를 예보하고 대비하는 첫 번째 단계는 히트 버스트에 선행하는 사건들을 인식하는 것이다. 높은 대류 구름에서 내린 비는 구름 아래로 떨어져 증발하며 공기를 냉각시킨다. 주변 환경보다 차가운 공기 덩어리는 고도를 하강한다. 마지막으로, 하강 기류 운동량과 혼합된 온도 변환은 공기가 지면에 도달할 때까지 계속된다. 그런 다음 공기 덩어리는 주변보다 따뜻해진다.
맥퍼슨, 레인, 크로퍼드, 그리고 맥퍼슨 주니어는 오클라호마 대학교와 오클라호마 주립 대학교가 공동으로 소유한 오클라호마 메조넷에서 히트 버스트 시스템을 연구했다. 그들의 연구 목적은 히트 버스트를 감지하는 데 있어 기술적인 이점과 어려움을 발견하고, 히트 버스트가 가장 발생하기 쉬운 시간과 해를 기록하며, 오클라호마에서 히트 버스트가 가장 발생하기 쉬운 지형을 연구하는 것이었다.
과학자들과 기상학자들은 15년 동안 390건의 잠재적인 히트 버스트 발생일을 감지한 데이터를 수동으로 연구하기 위해 보관된 데이터를 사용한다. 보관된 데이터를 연구하면서 그들은 잠재적인 날의 58%가 건조선 통과, 전선 통과, 또는 오전 시간 동안의 태양 복사 증가로 인한 온도 변화 또는 주간 강수 기상 시스템이 있었음을 관찰했다.
보관된 데이터를 연구함으로써 과학자들은 히트 버스트 상태의 시작, 최고조, 끝을 결정할 수 있다. 히트 버스트 상태의 최고조는 관찰된 최고 온도이다. 히트 버스트의 시작은 최고조 이후까지 감소하지 않고 공기 온도가 증가하는 시간이다. 히트 버스트의 끝은 시스템이 해당 지역의 온도와 이슬점에 영향을 미치는 것을 멈추는 시간이다.
히트 버스트의 수명 주기와 특성을 연구하는 것 외에도, 한 그룹의 과학자들은 오클라호마의 지형이 오클라호마 북서부와 남동부 간의 대기 습도 변화와 일치한다는 결론을 내렸다. 대류의 증가는 일반적으로 늦은 봄과 여름 동안 하이 플레인스 상공에서 발생한다. 또한 중간 대류권 상승 메커니즘이 상승된 습윤 층과 상호 작용할 때 대류의 더 높은 증가가 발달한다는 결론을 내렸다.

## 같이 보기
- 관련 지형성 바람:
  - 푄 현상
  - 활강풍